# Bokermannohyla astartea
Bokermannohyla astartea es una especie de anfibios de la familia Hylidae. Es endémica de Brasil.
Su hábitat natural incluye bosques tropicales o subtropicales secos y a baja altitud.